# Pachythrix smaragdifera
Pachythrix smaragdifera là một loài bướm đêm trong họ Noctuidae.